# You Can't Do That
"You Cant Do That." er B-siden på det engelske rockband The Beatles' sjette single "Can't Buy Me Love/You Can't Do That". Singlen blev udgivet i Storbritannien den 20. marts 1964 og toppede hitlisterne i Storbritannien, USA, Australien, Irland, New Zealand og Sverige. Sangen blev senere inkluderet på gruppens album A Hard Day's Night, og var valgt til en scene i The Beatles første film A Hard Day's Night instrueret af Richard Lester, hvilket dog ikke blev tilfældet.

## Komposition og baggrund
John Lennon skrev nummeret, men det er som vanligt krediteret som Lennon-McCartney, og ifølge George Harrison blev nummeret skrevet, mens de var i Miami Beach under deres første USA-besøg, hvilket da så har været i tidsrummet 13. - 21. februar 1964.
Han skulle angiveligt have været inspireret af Wilson Pickett, og han siger i et interview med Playboy fra 1980:
 Det er mig, der laver Wilson Pickett. Du ved, en koklokke, der går med fire slag pr. takt, og akkorden går "chatoong"!

Det kan dog desværre ikke være tilfældet, da Wilson Pickett ikke var kommet frem til sin specielle stil endnu i januar 1964, hvor denne sang blev skrevet. På det tidspunkt havde Wilson kun udgivet fire tidlige singler, som var ballader i 6/8 takt, der var helt ulig noget, han senere er kendt for såsom In The Midnight Hour og Mustang Sally, som var meget tættere på det, Lennon talte om. Disse tidlige ballader havde bestemt ikke en koklokke eller noget, der lignede "chatoong". John har åbenbart i tilbageblikket hæftet sig ved Wilson Pickett, men oprindeligt fundet inspiration andre steder såsom R&B-klassikerne, der kom ud af Memphis på det tidspunkt. Bekræftelse af, hvor inspirationen faktisk kom fra, bliver måske aldrig kendt.

### Struktur og form
"You Can't Do That" står i G-dur og følger et typisk 12-takters bluesmønster (12 bar blues) for versene med en bro på otte takter i en vers/vers/bro/vers (eller aaba) struktur typisk for tidlige Lennon/McCartney-kompositioner. En guitarsolosektion er inkluderet efter versstrukturen, efterfulgt af en ekstra bro og et vers før sangen lukker.
En af mange musikalske detaljer, som The Beatles stod i spidsen for, var brugen af, hvad man kan kalde "two measure guitar riff". Dette riff optræder normalt i begyndelsen af sangen, kun spillet af guitaren, hvorefter resten af bandet falder in og spiller med på det. Riffet bliver derefter det mest fremtrædende, identificerbare træk ved sangen, da det gentages i løbet af nummeret og eventuelt på strategiske steder i sangen. The Beatles brugte denne funktion konstant gennem deres karriere, hvilket blandt andet fremgår af numre som I Feel Fine, Ticket To Ride, Day Tripper, If I Needed Someone og Paperback Writer. The Beatles var måske ikke de første til at bruge denne gimmick (jævnfør klaverriffet på "Money (That's What I Want)", men de var de første til at gøre det moderigtigt og trendsættende, da alle tilsyneladende var opsat på at efterligne den formel, The Beatles brugte. Den trendsættende formel med "to takt guitarriff" blev først hørt på "You Can't Do That", og det var George Harrison, der komponerede den.
Nummeret starter med en fire takts introduktion, som introducerer det føromtalte guitarriff" i de første to takter. Det samme riff gentages derefter for de resterende to takter af introduktionen sammen med resten af bandet, koklokke og bongotrommer inkluderet.
Så hele nummerets opbygning er som følger
Intro / Vers / Vers / Bro / Vers /
Vers (guitar solo) / Bro /
Vers / Outro (med komplet slutning)
John Lennon spiller guitarsoloen på dette numme. Nogle gange ville han også gerne lave andet på guitaren end at spille rytme, da dette kunne være lidt kedeligt altid at gøre. John spiller en sprød solo, som inkorporerer elementer af rytmeguitar, for at frembringe noget, George Harrison ikke ville have tænkt på bruge.

## Indspilning
Der blev foretaget ni optagelser (takes) af nummeret den 25. februar 1964 (Geoge Harrisons fødselsdag) i London færdiggjort i en session fra kl. 10.00 til 13.30. Der var fire komplette optagelser og fem med forkert start. Et af de komplette optagelser (take 6) kan høres på Anthology 1, som viser John som den eneste, der synger på dette tidspunkt. Der blev truffet en beslutning om at inkludere backing vokaler fra Paul og George, så ved Take 9, som endte med at blive den færdige version, sang alle tre vokalister live på denne grundlæggende optagelse. På dette udførte de tre overdubs: Paul spillede koklokken gennem hele sangen, Ringo spillede bongo, og til sidst dobbeltsporede John sin vokal til bro-sekvenserne. Denne blev derefter brugt som den færdige masterversion af sangen. George Harrisons nye 12-strengede Rickenbacker 360/12 blev også introduceret her. Der blev også lavet overdubs af sang og guitar til A-siden Can't Buy Me Love.
Mellem kl. 14.30 og 17.30 blev der yderligere denne dag indspillet to numre til filmen "A Hard Days Night": And I Love Her og I Should Have Known Better. Disse blev dog genindspillet i løbet af den samme uge.
Nummeret blev mono-mixet den 26. februar for hurtig klargøring til presning af singlen "Can't Buy Me Love/You Can't Do That", og den blev stereo-mixet den 10. marts 1964.

## Udgivelse
"You Can't Do That" blev udgivet i USA den 16. marts 1964 som B-side til "Can't Buy Me Love". Fire dage senere (den 20. marts) blev den udgivet i Storbritannien tillige som B-side til "Can't Buy Me Love". Singlen røg lynhurtigt til tops i både Storbritannien og USA og var The Beatles fjerde nr. 1 i Storbritannien og den tredje i USA.
Nummeret var planlagt til at være med i en scene i filmen "A Hard Days Night", hvor The Beatles spiller den live foran et skrigende publikum. Den 31. marts 1964 lavede The Beatles playback af sangen til en optagelse til filmens "tv-optræden" foran 350 skrigende fans på Scala Theatre i London. Phil Collins fra bl.a. Genesis var en af de 350 fans den dag, der husker, at "You Can't Do That" var en del af den forestilling. Sangen er muligvis blevet klippet fra filmen, men den blev udsendt på The Ed Sullivan Show den 24. maj 1964 og er med i 1994-videoen The Making Of A Hard Day's Night, hvor Phil Collins er vært.

## Musikere
- John Lennon – sang, singleguitar
- Paul McCartney – baggrundssang, bas, koklokke
- George Harrison – baggrundssang, rytmeguitar, tolvstrenget guitar
- Ringo Starr – trommer, bongotrommer